# مايك هينيسي
مايك هينيسي (بالإنجليزية: Mike Hennessy)‏ هو مجدف بريطاني، ولد في 24 ديسمبر 1976 في لندن في المملكة المتحدة.

## وصلات خارجية
- مايك هينيسي على موقع الاتحاد الدولي للتجديف (الإنجليزية)
- مايك هينيسي على موقع اللجنة الأولمبية الدولية (الإنجليزية)
- مايك هينيسي على موقع أوليمبيديا (الإنجليزية)
- مايك هينيسي على موقع اللجنة الأولمبية البريطانية (الإنجليزية)